# مرد بدون شناسنامه
مرد بدون شناسنامه نام یک کتاب ادبی است که توسط ژان روسلن، نویسندهٔ اهل فرانسه نوشته شده‌است.